# جائزة سنغافورة الكبرى 2016
جائزة سنغافورة الكبرى 2016 (بالإنجليزية: 2016 Singapore Grand Prix)‏ هو سباق فورمولا 1
أقيم بتاريخ 18 سبتمبر 2016 في حلبة شارع مارينا باي، سنغافورة، وأحد سباقات بطولة العالم لسباقات الفورمولا واحد موسم 2016، وكان أول المنطلقين نيكو روسبيرغ.
فاز بالمركز الأول  نيكو روسبيرغ، وكان صاحب أسرع لفة دانيل ريكاردو بزمن قدرة 107.187 ثانية.